# مزاد عكسي

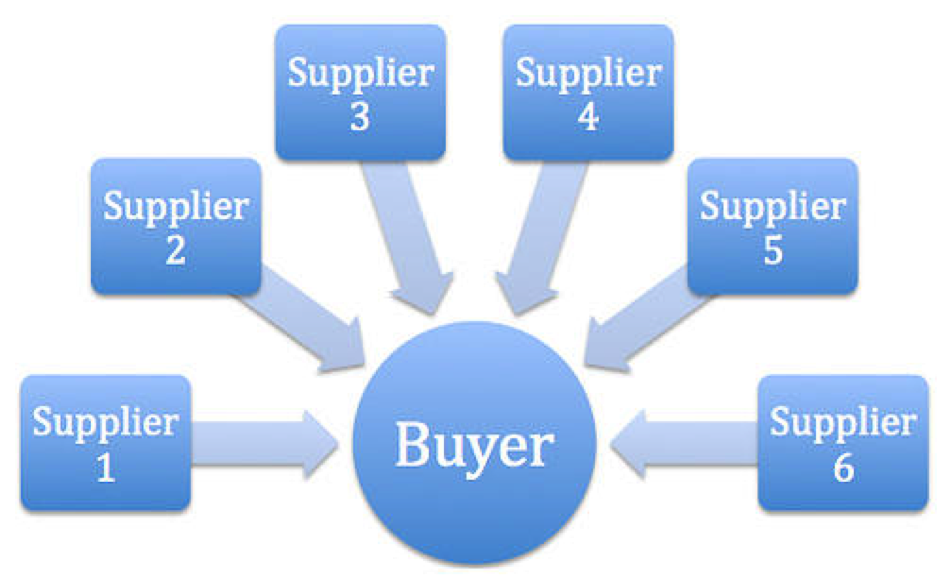

المزاد العكسي وتعني باللغة الأنجليزية هو نوع من المزاد الذي يتم عكس الأدوار من المشتري والبائع. في مزاد العاديين (المعروف أيضا باسم مزاد الأمام) والمشترين تتنافس للحصول على سلعة أو خدمة من خلال تقديم أعلى بشكل متزايد الأسعار. في مزاد العكسي، الباعة تتنافس للحصول على الأعمال التجارية من المشتري والأسعار ستنخفض عادة ما البائعين تقويض بعضها البعض.
مزاد عكسي يشبه المزاد محاولة فريدة من نوعها حيث ما زال المبدأ الأساسي هو نفسه، ولكن مزاد محاولة فريدة من نوعها يتبع شكل المزاد التقليدي عن كثب كما يتم الاحتفاظ كل محاولة سرية ويتم تعريف فائز واضح واحد بعد انتهاء المزاد.
في مجال الأعمال التجارية، ويشير مصطلح الأكثر شيوعا لنوع معين من عملية المزاد (وتسمى أيضا مزاد الشراء، المزاد ه، حدث المصادر، والمصادر الإلكترونية أو العصر، eRFP، والبريد RFO، الشراء الإلكتروني، B2B مزاد) تستخدم في الحكومة أو مشتريات القطاع الخاص. في المزادات المستهلك، وغالبا ما يستخدم هذا المصطلح للإشارة إلى عمليات البيع التي تشترك بعض الخصائص مع المزادات، ولكنها ليست بالضرورة المزادات.

## السياق
التطبيق الأكثر شيوعا من المزادات العكسية هو الشراء E، وهي إستراتيجية تستخدم من خلال شراء كجزء من مصادر الاستراتيجي والأنشطة الأخرى لإدارة الإمداد. وهي تمكن الموردين للتنافس على الإنترنت في الوقت الحقيقي، وتتغير الطريقة التي شركات واتحادات لهم اختيار وتتصرف مع الموردين في جميع أنحاء العالم. وهو يحسن فعالية عملية مصادر وتسهيل الوصول إلى موردين جدد. كما أنه يؤدي إلى توحيد الإجراءات وتوفير المصادر، وانخفاض دورة النظام، وانخفاض الأسعار وأعلى مستويات الخدمة عموما. في مزاد نموذجي يقدم البائع عنصر التي يرغبون في بيعها. المشترين المحتملين هم بعد ذلك حر في المزايدة على هذا البند حتى انتهاء الفترة الزمنية. ويكون للمشتري، وفقا لأعلى عرض، الحق في شراء هذا البند من أجل تحديد السعر في نهاية المزاد.قد أصبح استخدام برامج التحسين شعبية منذ عام 2002 لمساعدة المشترين تحديد أي المورد من المرجح أن توفر أفضل قيمة في توفير السلع أو الخدمات. ويشمل البرنامج المشتري وعمل البائع البيانات ذات الصلة، بما في ذلك القيود.
وتستخدم المزادات العكسية لملء عقود القيمة الكبيرة والصغيرة على حد سواء في القطاع العام والمنظمات التجارية الخاصة. بالإضافة إلى بنود يعتقد تقليديا من كسلع، وتستخدم المزادات العكسية أيضا على السلع والخدمات المصممة المشتري المصدر؛ وأنهم حتى استخدمت لمصدر مقدمي المزاد العكسي. كانت المرة الأولى هذا حدث في آب 2001، عندما (الآن شركة الخطوط الجوية الأمريكية) المستخدمة أمريكا الغربية الخطوط الجوية البرمجيات فيري ماركتس ومنح العقد ماتريل نت.
في عام 2003، وزعم الباحثون كان مصدرها في المتوسط من 5٪ من إجمالي إنفاق الشركات باستخدام المزادات العكسية. تم العثور عليها لتكون أكثر ملائمة ومناسبة في الصناعات والقطاعات مثل الإعلانات، ومكونات السيارات، والمواد الكيميائية السائبة، والسلع الاستهلاكية المعمرة وأجهزة الكمبيوتر والأجهزة الطرفية، وعقود التصنيع، البريد السريع، وسلع استهلاكية، والرعاية الصحية، والضيافة، والتأمين، والتأجير، والخدمات اللوجستية، الشحن البحري، MRO، والتجزئة، والبرمجيات والمنسوجات والسياحة والنقل والتخزين.

## تاريخ المزاد العكسي
تأسست فيري ماركتس (بالإنجليزية: FreeMarkets)‏ رائد المناقصات على الإنترنت عام 1995 من قبل المستشار السابق ماكينزي والتنفيذية جنرال الكتريك غلين ميكم بعد أن فشلت في العثور على الدعم الداخلي لفكرة تقسيم المزاد العكسي في شركة جنرال إلكتريك. استأجرت ميكم شركة ماكينزي زميل سام كيني، الذي طور كثيرا من الملكية الفكرية وراء. مقرها الرئيسي في بيتسبرغ، PA، بنيت فيري ماركتس فرق من «صناع السوق» و«مديري سلعة» لإدارة عملية تشغيل عملية المناقصة الإلكترونية وأقامت عمليات السوق لإدارة المزادات على أساس عالمي.
وساعد نمو الشركة بشكل كبير من الضجيج من عصر طفرة الدوت كوم. وتضمن للعملاء FreeMarkets BP PLC، يونايتد تكنولوجيز، فيستيون، HJ هاينز، فيلبس دودج، اكسون موبيل، وشركة رويال داتش شل، على سبيل المثال لا الحصر. العشرات من العكسي مقدمي الخدمات المزاد البدء والشركات التي تم تأسيسها مثل شركة جنرال موتورز (عميل فيري ماركتس المبكر) وSAP المتنافسة، وهرع للانضمام إلى فضاء السوق المزاد العكسي. وعلى الرغم من نجاة فيري ماركتس من الخمود للطفرة الدوت كوم، من قبل 2000s في وقت مبكر، كان من الواضح أن نموذج أعمالها كان حقا مثل شركة استشارية عمره الاقتصاد مع بعض البرمجيات الاحتكارية متطورة. بدأت المناقصات على الإنترنت لتصبح السائدة والأسعار التي فرضتها فيري ماركتس على خدماتها انخفضت بشكل كبير. وأدى ذلك إلى توحيد العكسي السوق خدمة المزاد. وفي يناير 2004، أعلنت شركة اريبا مشترياتها من فيري ماركتس بقيمة 493 مليون دولار.
نشرت مجلة فورتشن مقالة مارس 2000، واصفا الأيام الأولى من المزادات العكسية. في السنوات القليلة الماضية تطورت مناقصة المحمول. وخلافا للأعمال التجارية لرجال الأعمال (B2B) المزادات العكسية، والمزادات العكسية المحمولة هي الأعمال إلى المستهلك (B2C) وتسمح للمستهلكين لتقديم عطاءات على المنتجات مقابل أجر ضئيل. أدنى عرض أسعار فريد يفوز. مؤخرا جدا بين الأعمال التجارية والمستهلك (B2C) المزادات مع تطور قد بدأت في التطور. هم أكثر مماثلة لرجال الأعمال الموجهة للأعمال (B2B) المزادات الأصلية من المزادات العكسية المحمول من حيث أنها توفر للمستهلكين الخيار من وضع مواصفات قبل تجار التجزئة أو الموزعين والسماح لهم لتقديم عطاءات علنا لأعمالهم.
في شهادته أمام الكونغرس على الحزمة التشريعية المقترحة عام 2008 لاستخدام الأموال الفيدرالية لشراء الأصول السامة من الشركات المالية المتعثرة، اقترح رئيس مجلس الاحتياطي الاتحادي بن برنانكي أن المزاد العكسي يمكن أن يستخدم لتسعير الأصول.
في عام 2004، أصدر مكتب البيت الأبيض للسياسة المشتريات الاتحادية (OFPP) مذكرة تشجيع زيادة استخدام أدوات الشراء عبر الإنترنت المتاحة تجاريا، بما في ذلك المزادات العكسية. وفي عام 2005، كل من مكتب محاسبة الحكومة وأيدت محكمة المطالبات الاتحادية في شرعية الاستخدام الوكالة الاتحادية المناقصات على الإنترنت. وفي عام 2008، أصدر OFPP مذكرة الحكومة اسعة وكالات تشجيع لتحسين وزيادة المشتريات تنافسية وشملت أمثلة محددة عن أفضل الممارسات المنافسة، بما في ذلك المزادات العكسية. وفي عام 2010، والأبيض استشهد مكتب البيت الإدارة والميزانية «استمرار تنفيذ طرق الشراء مبتكرة، مثل استخدام على شبكة الإنترنت المناقصات الإلكترونية» باعتبارها واحدة من الإصلاحات التعاقد وكالات المساعدة في تلبية أهداف الادخار اكتساب.